# Коссович, Леонид Юрьевич
Леони́д Ю́рьевич Коссо́вич (15 октября 1948 года, Саратов) — советский и российский учёный, доктор физико-математических наук (1989), профессор (1991). Ректор Саратовского государственного университета имени Н. Г. Чернышевского (2003—2013). Лауреат Государственной премии Российской Федерации (1998).

## Биография
Леонид Юрьевич Коссович родился 15 октября 1948 года в Саратове. В 1966 году окончил с серебряной медалью физико-математическую среднюю школу № 13. В 1971 году окончил механико-математический факультет Саратовского государственного университета.
После окончания университета остался работать старшим инженером в лаборатории математических методов НИИГ при СГУ. В 1973 году поступил в аспирантуру механико-математического факультета на кафедру теории упругости. С 1975 по 1978 год был ассистентом кафедры вычислительной математики.
В 1977 году защитил кандидатскую диссертацию на тему «Некоторые задачи динамической теории упругих оболочек переменной толщины».
С 1978 по 1989 год был доцентом кафедры математической кибернетики. С 1989 года является заведующим кафедрой математической теории упругости и биомеханики. Под руководством Коссовича аспирантуру СГУ закончили десять кандидатов наук.
В 1989 году в институте проблем механики АН СССР защитил докторскую диссертацию на тему «Нестационарные задачи теории тонких упругих оболочек вращения».
С 1993 по 2003 год также был деканом механико-математического факультета.
В 1997 году стал членом-корреспондентом Российской академии естественных наук, а в 2002 году — академиком.
С 2003 по 2013 год был ректором СГУ, а затем специально для него была создана должность президента университета.
С 2006 года является членом Российского национального комитета по теоретической и прикладной механике. С 2014 года — член Экспертного совета при Правительстве РФ.
Женат, двое детей.

## Награды и звания
- Государственная премия Российской Федерации (1998) — за цикл работ «Фундаментальные проблемы теории тонкостенных конструкций»[6].
- Орден Дружбы (2010)[7].
- Почётный работник высшего профессионального образования (2011).

## Публикации
Монографии
- Коссович Л. Ю. Нестационарные задачи теории упругих тонких оболочек. — Саратов: СГУ, 1986. — 176 с.
- Kaplunov J. D., Kossovich L. Y., Nolde E. V. Dynamics of Thin Walled Elastic Bodies. — Academic Press. San-Diego, 1998. РР. 226.
- Вильде М. В., Каплунов Ю. Д., Коссович Л. Ю. Краевые и интерфейсные резонансные явления в упругих телах. — Москва: ФИЗМАТЛИТ, 2010. — 280 с. ISBN 978-5-9221-1280-2